# Óleo essencial de pinho
O óleo essencial de pinho ou simplesmente óleo de pinho é o óleo essencial do pinheiro, sendo uma mistura de álcoois terpênicos e hidrocarbonetos terpênicos. Possui forte odor de pinheiros, chamado odor "pináceo". Tem como um de seus principais componentes o alfa-terpinol, com aplicações em aromatizações diversas e bactericidas em produtos de limpeza de uso doméstico, como desinfetantes sanitários.
Características: possui em média um total de 65% de álcoois terpênicos. Apresenta-se como um líquido oleoso de incolor a amarelo, com densidade de 0,911 a 0,917 g/cm³, com densidade de vapor 5,3 (ar=1). Tem uma faixa de destilação (ponto de ebulição) de 190 a 215 °C. Possui ponto de fulgor de 75 °C, pressão de vapor de menos de 3,0 mmHg. Apresenta solubilidade em hidrocarbonetos aromáticos e álcoois, e em água de aproximadamente 1% em peso.
Se solubiliza facilmente em soluções aquosas de ricinoleato de sódio ou potássio, como se faz nos desinfetantes de pinho de aplicação doméstica.